# 渡良瀬 (小説)
『渡良瀬』（わたらせ）は、日本の小説家佐伯一麦による小説である。
第25回伊藤整文学賞〈小説部門〉受賞作。『海燕』に1993年11月号から1996年9月号まで27回にわたって連載され、同誌の終刊によって中絶していたが、単行本化に際して、大幅に訂正加筆を施し、残りを書き下ろして完結させた。単行本は、2013年12月25日に岩波書店より刊行された。単行本の装幀は桂川潤が手がけており、装画にはアルブレヒト・デューラーの『祈りの手』 (de:Betende Hände) が用いられている。文庫版は、2017年7月1日に新潮文庫より刊行された。文庫版の装幀は新潮社装幀室、装画はagoeraによる。

## あらすじ
南條拓は、東京で8年間ほど電気工として働いていたが、ほとんど口を利かない緘黙症の長女や川崎病にかかっている長男の療養を考えて、昭和の終焉が近づいたある日、妻の幸子と3人の幼い子どもたちとともに、茨城県の西部にある古河市に移り住み、配電盤の製造工場で一工員として勤め始める。拓は、様々なタイプの工員たちと触れ合いながら、懸命に仕事に打ち込む日々を送る。ある休みの日に、拓は、自転車を走らせて1人で渡良瀬遊水地を訪れる。春になったら、妻と子どもたちを連れてここを訪れたいものだ、と拓は考える。妻にも電線を巻く内職の紹介があり、少しずつこの土地に根づこうという動きがあらわれてゆく。

## 主な登場人物
南條拓
工員。都内に勤務していた時は電気工事に従事していた。この町に移住してからは配電盤をつくる工場に勤める。小説も書き、単行本も1冊出している。
幸子
拓の妻。拓が小説の中に自分たちの生活を書いていることをあまり歓迎してはいない。
優子
拓の長女。部分緘黙症を患っている。
夏子
拓の次女。
祐一
拓の長男。

## 書評
文芸評論家の池上冬樹は、「読者に馴染みのない名詞が多数出てくるが、それでも、引き付けられるのは、仕事の一部始終を正確に捉えているからである」と評している。批評家の佐々木敦は、「もっとも言葉を尽くされているのは、明らかに配電盤それ自体の描写である。これほどまでに精緻かつ詳細に電気配線のことが書かれた小説は、まず他にないだろう。作者の筆致は、ほとんど優雅でさえある」と評している。文芸評論家の勝又浩は、「配電盤の制作は嘘のように職人仕事である。それを1つ1つ細やかに観察し、的確に読み取ってゆく主人公の姿勢も、彼のいう、よくできた配電盤のように美しい」と評している。
『民主文学』2014年11月号で、岩渕剛は「野焼きにこめられた〈再生〉のイメージ」を指摘し、「労働を通じた家族の再生の物語」と評している。